# Taiga Nakajima
Taiga Nakajima (中島 大雅 Nakajima Taiga?), född 1 augusti 1999 i Osaka prefektur, är en japansk fotbollsspelare.
Nakajima började sin karriär 2017 i Gamba Osaka.